# Harari National League
La Liga Nacional Harari (en amárico: የሐረሪ ብሔራዊ ሊግ, en harar: ዚሀረሪ መሐዲያ ሊግ) era un partido político en Etiopía. Su presidente, Ordeen Badri, también fue presidente de la Región Harar.
El partido celebró su décimo aniversario el 25 de agosto de 2001, bajo la dirección del presidente Fuad Ibrahim. Celebró su séptimo congreso del partido del 30 de noviembre al 1 de diciembre de 2008, al que asistieron casi 500 miembros y otros participantes.
El 15 de mayo de 2005, el partido eligió a Nuriya Abdurahim Semod para representar a la Región Harar en el Cámara de Representantes Populares de Etiopía en las elecciones generales etíopes de 2007. En las elecciones a la asamblea regional de agosto de 2005, la Liga Nacional Harar ganó 18 de los 36 escaños.
En diciembre de 2019, el partido se fusionó con el Partido Demócrata Nacional de Afar, el Partido Democrático Amhara, el Frente de Unidad Democrática Popular Benishangul-Gumuz, el Partido Democrático del Pueblo Etíope Somalí, el Movimiento Democrático del Pueblo Gambela, el Partido Democrático Oromo y el Movimiento Demócrata Popular del Sur de Etiopía para formar el Partido de la Prosperidad.